# Consolida schlagintweitii
Consolida schlagintweitii är en ranunkelväxtart som först beskrevs av Ernst Huth, och fick sitt nu gällande namn av Philip Alexander Munz. Consolida schlagintweitii ingår i släktet åkerriddarsporrar, och familjen ranunkelväxter. Inga underarter finns listade i Catalogue of Life.